# 尤里別伊河
尤里別伊河（Юрибей）是俄羅斯的河流，河道全長479公里，流域面積11,700平方公里，河水主要來自雨水和融雪，最終注入卡拉海的格達灣，每年十月至翌年六月結冰。